# Phanaeus beltianus
Phanaeus beltianus là một loài bọ cánh cứng trong họ Bọ hung (Scarabaeidae).